# Campionati europei di atletica leggera 1934 - 10000 metri piani
I 10000 metri piani maschili ai campionati europei di atletica leggera 1934 si sono svolti il 7 settembre 1934.

## Podio
| Oro     | Ilmari Salminen Finlandia |
| Argento | Arvo Askola Finlandia     |
| Bronzo  | Henry Nielsen Danimarca   |

## Risultati
| Pos.    | Nome             | Nazionalità    | Tempo   | Note                  |
| ------- | ---------------- | -------------- | ------- | --------------------- |
| Oro     | Ilmari Salminen  | Finlandia      | 31'02"6 | Record dei campionati |
| Argento | Arvo Askola      | Finlandia      | 31'03"2 |                       |
| Bronzo  | Henry Nielsen    | Danimarca      | 31'27"4 |                       |
| 4       | Georg Braathe    | Norvegia       | 32'20"0 |                       |
| 5       | Jenő Szilágyi    | Ungheria       | 32'23"0 |                       |
| 6       | Bruno Betti      | Italia         | 32'54"0 |                       |
| 7       | Spartaco Morelli | Italia         | 33'46"0 |                       |
| 8       | Josef Hron       | Cecoslovacchia | 34'02"0 |                       |
|         | Max Syring       | Germania       | dnf     |                       |